# Licibořice
Obec Licibořice se nachází v okrese Chrudim v Pardubickém kraji. Žije zde 270 obyvatel.

## Historie
První písemná zmínka o vesnici pochází z roku 1329.

## Přírodní poměry
Podél jihovýchodní hranice katastrálního území teče řeka Chrudimka, jejíž údolí je součástí přírodní rezervace Krkanka. Na její východní konec navazuje část přírodní rezervace Strádovské Peklo. Přibližně uprostřed Slavické obory leží přírodní památka Boušovka.

## Části obce
- Licibořice
- Šiškovice
- Slavice

V letech 1869–1900 k obci patřila i Mýtka.

## Pamětihodnosti
- Kostel svatého Michaela postavený před rokem 1350